# Бенсхайм
Бенсхайм (нем. Bensheim) — город в Германии, в земле Гессен. Подчинён административному округу Дармштадт. Входит в состав района Бергштрасе.  Население составляет 41 239 человек (на 30 июня 2022 года). Занимает площадь 57,83 км². Официальный код — 06 4 31 002.
Город подразделяется на 9 городских районов.

## Города-партнеры
- Гостинне, Чехия

## Фотографии

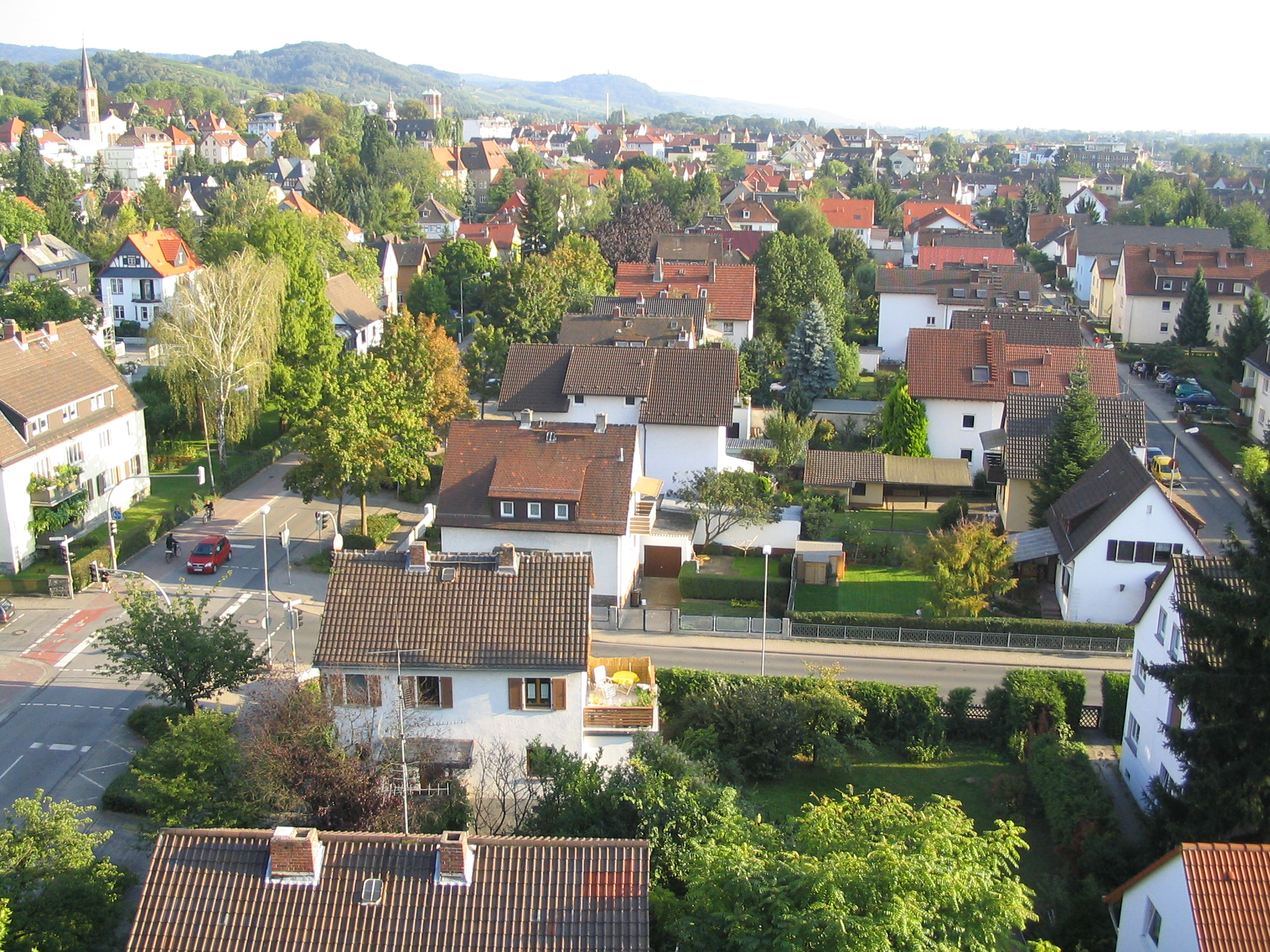
Вид с севера
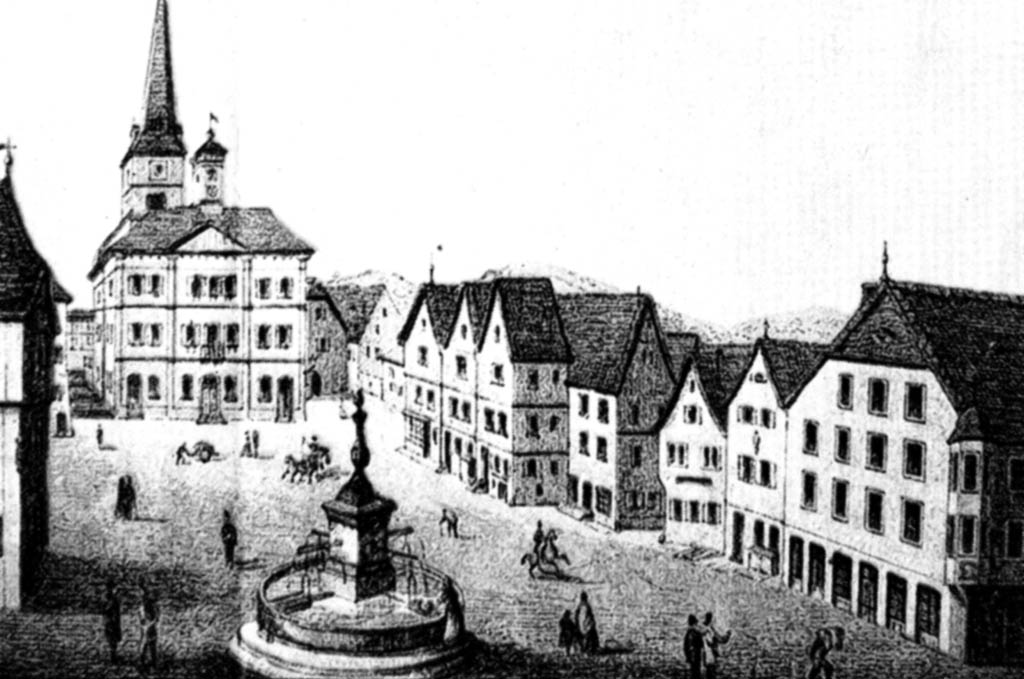
Рыночная площадь (Марктплац) в 1869 году, литография Ф. Рау
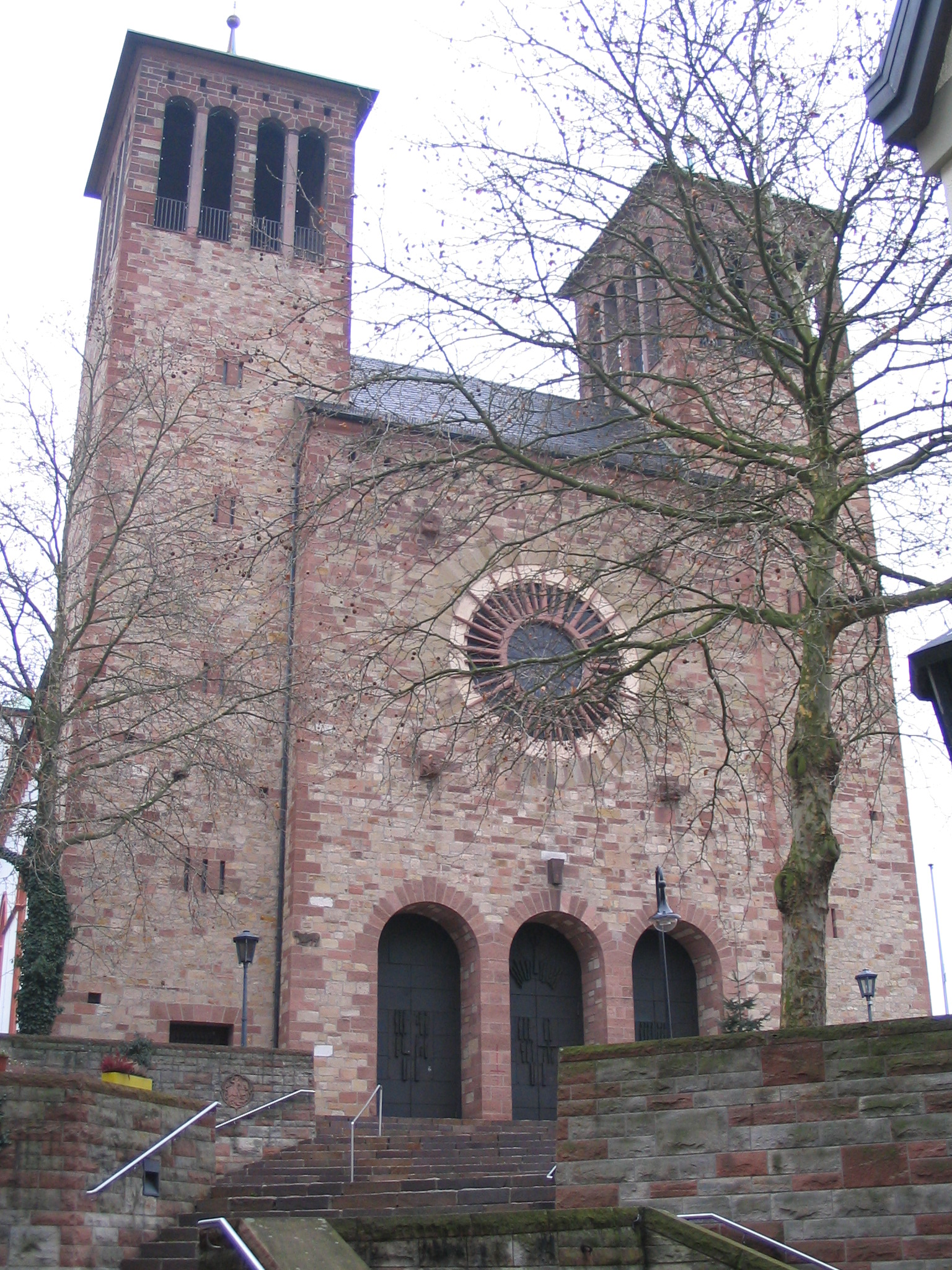
Церковь св. Георга
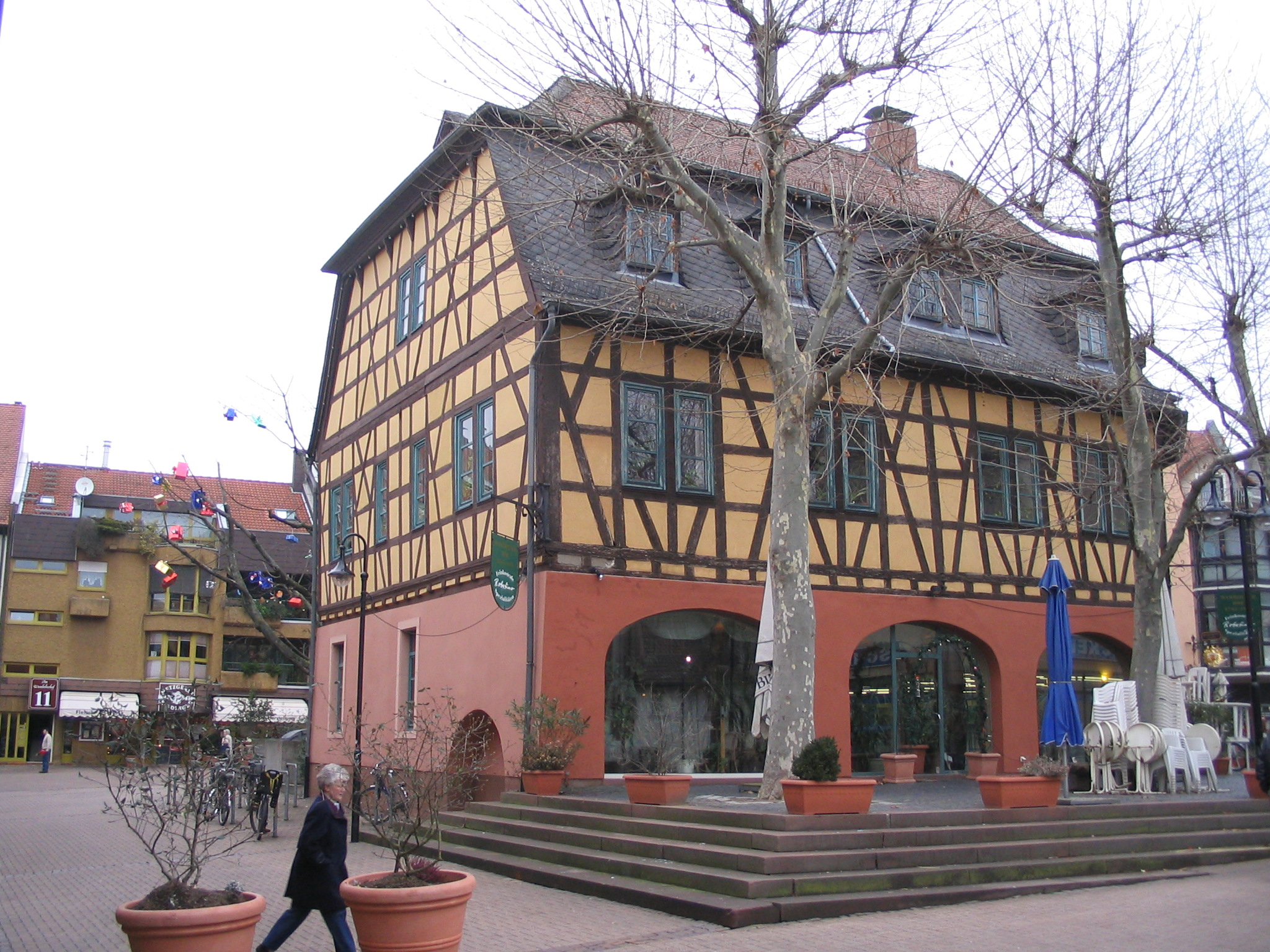
«Wambolter Hof»
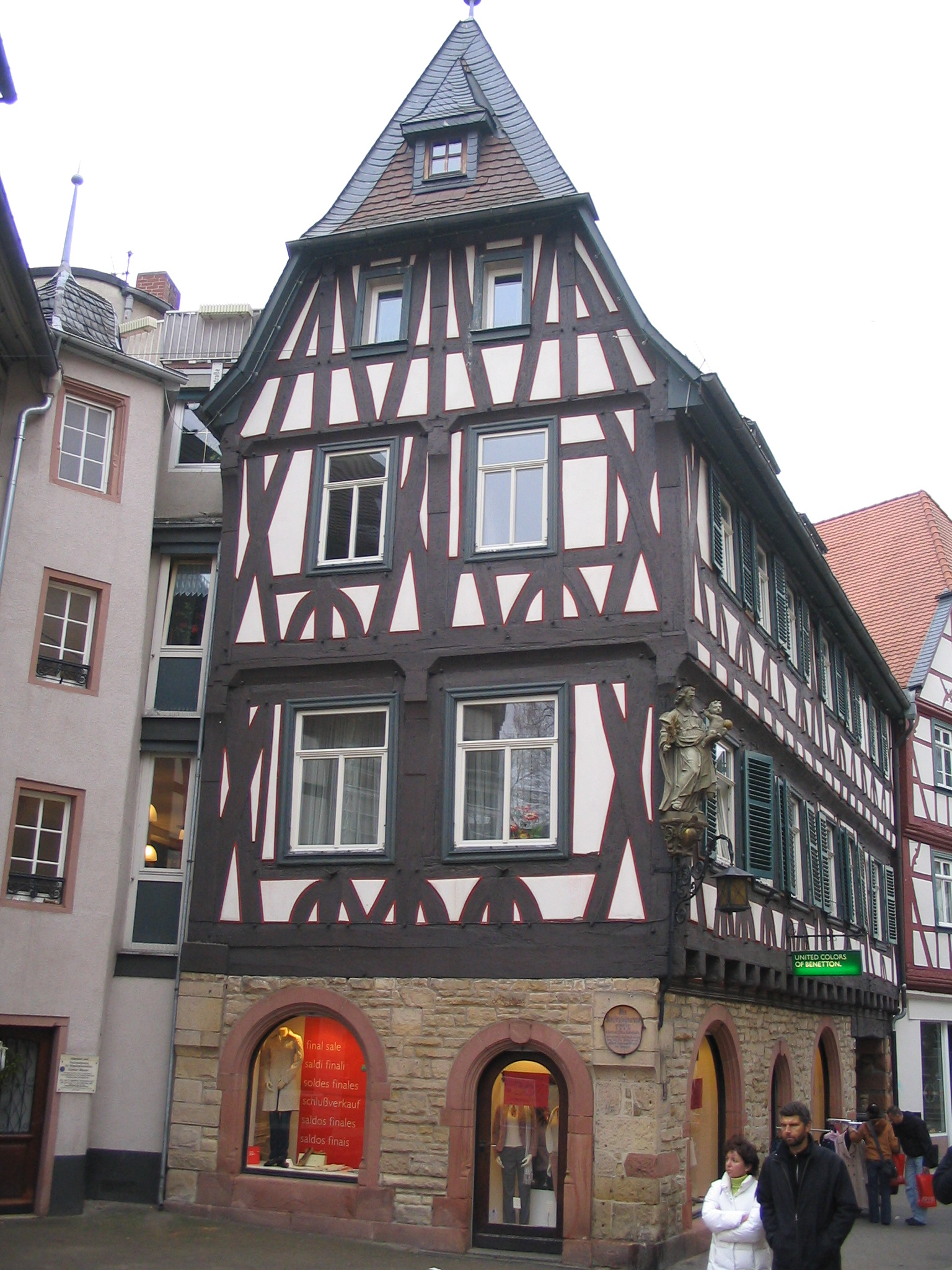
«Das Fleck'sche Haus»
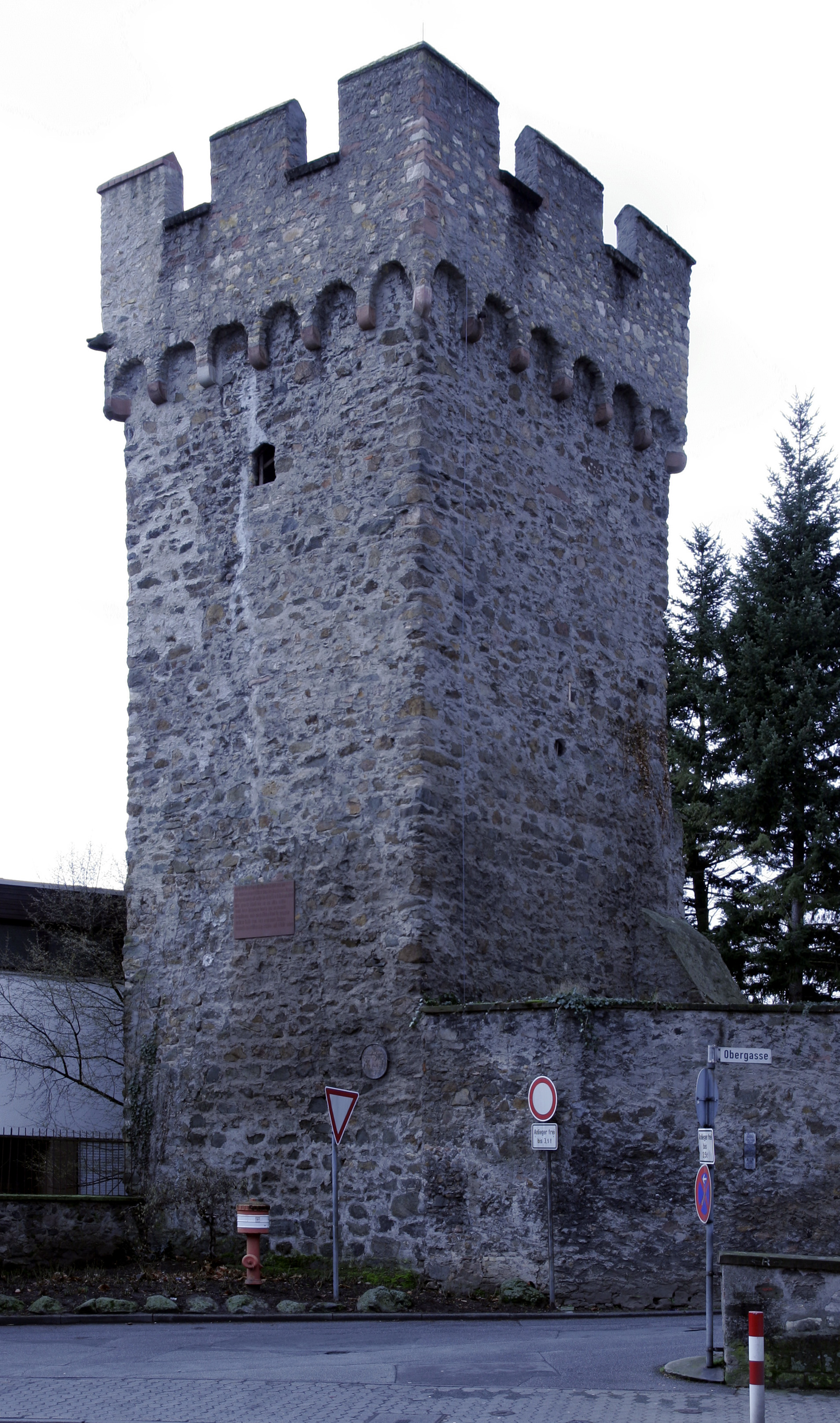
«Красная башня»